# Agrostis matsumurae
Agrostis matsumurae é uma espécie de gramínea do gênero Agrostis, pertencente à família Poaceae.